# Наджафов, Сулейман Паша оглы
Наджафов Сулейман Паша оглу (6 августа 1948, Ереван — 9 мая 2012, Баку) — актер, Народный артист Азербайджана (2007).

## Жизнь и деятельность
Сулейман Паша оглу Наджафов родился в 1948 году.
Он окончил Хореографический техникум в 1966 году. С 1972 года он работал солистом в Ансамбле танца государства Армении.
С 1976 года С. Наджафов работал в Театре драмы имени Джафара Джаббарлы в Иреване. На сцене этого театра он создал различные образы, такие как Чингиз-бей (Г. Джавид, «Марал»), Дженн (Г. Хакаев, «Моя теща»), Огру (М. Б. Маринье, «Огру»), Зия Чалахчы (Азиз Несин, «Торосский зверь»), Агамеди (Р. Ибрагимбеков, «Дом на песке»), Тамада (Али Амирли, «Святой Валентин»), Керемели (Хидает, «Любовь живет еще»), Мамиш (Хидает, «Не осуждайте меня»), Салим (Джафар Джаббарлы, «Айдын»), Сулейман, Рза-бей (У. Гаджибеков, «Хозяин зла», «Не та, так эта»), Дервиш (М. Ф. Ахундов, «Месье Жордан и мистер Шах»), Талхех (У. Шекспир, «Поздравляю») и другие, показывая свой широкий диапазон творчества.
В 2000 году С. Наджафов был удостоен звания Заслуженного артиста, а позднее — Народного артиста. 9 мая 2012 года после продолжительной болезни он скончался и был похоронен на Новханском кладбище.

## Семья
Сулейман Наджафов остался один с матерью после того, как его жена и двое детей были убиты армянами в Ереване. Из-за отсутствия дома он жил в доме стариков, а сам работал в реквизитории театра.

## Фильмография
1. «Дом, в котором разграблен салур Газан» (фильм, 2001)
2. «Игра» (фильм, 2003)
3. «Мы вернемся» (фильм, 2007)
4. «Жизнь Джавида» (фильм, 2007)
5. «Бута» (фильм, 2011)
6. «Я возвращаюсь домой» (фильм, 2014)